# 21456 Myers
A 21456 Myers (ideiglenes jelöléssel 1998 HM46) a Naprendszer kisbolygóövében található aszteroida. A LINEAR projekt keretében fedezték fel 1998. április 20-án.